# Baseodiscus minor
Baseodiscus minor är en djurart som tillhör fylumet slemmaskar, och som först beskrevs av Ambrosius Arnold Willem Hubrecht 1879.  Baseodiscus minor ingår i släktet Baseodiscus och familjen Valenciniidae. Inga underarter finns listade i Catalogue of Life.